# Smooth Operator
Singles de Sade
When Am I Going to Make a Living
(1984) Hang On to Your Love
(1984)
Clip vidéo
[vidéo] « Smooth Operator », sur YouTube
[vidéo] « Smooth Operator (12" Version) », sur YouTube
Smooth Operator est une chanson du groupe britannique Sade extraite de leur premier album Diamond Life. Elle est écrite par Sade Adu et Ray St. John. Elle est sortie le 28 août 1984 chez Epic Records en tant que troisième single extrait de l'album. Il s'agit d'une ballade dans le style smooth jazz ou sophisti-pop.
Aux États-Unis, elle est sortie en février 1985 comme deuxième single de l'album, après Hang On to Your Love. C'est le premier titre du groupe à atteindre le top 10 aux États-Unis, il a même atteint la place no 5 au Billboard Hot 100 pendant deux semaines en mai 1985. Il a également atteint la 9e place du Top 50 en France. Bien que Your Love Is King reste le single le mieux classé de Sade au Royaume-Uni à ce jour, Smooth Operator est le single de percée du groupe dans les classements américains, et son plus grand succès à l'international.
Le terme anglais « smooth operator » peut être traduit par « charmeur » ou « manipulateur ».

## Contexte
Ray St. John, qui a écrit Smooth Operator avec Sade Adu, était auparavant membre de Pride, le précédent groupe de Sade, mais ne fait pas partie de son nouveau groupe. Ils ont écrit la chanson en 1982, alors qu'ils étaient tous deux membres de Pride, mais St. John avait quitté le groupe avant que celui-ci ait pu l'enregistrer.

## Composition et paroles
Smooth Operator, signifiant « charmeur » ou « manipulateur », parle d'un homme de la jet set par qui les femmes sont attirées, et qui brise des cœurs lors de ses voyages (« Diamond life, lover boy »). Les paroles (« Coast to coast, L.A. to Chicago. Western male, across the North and South to Key Largo. Love for sale ») impliquent qu'il utilise également des femmes pour obtenir son revenu. Il est également clair qu'il n'a pas d'affection sincère pour ces femmes, comme Adu chante vers la fin, « his heart is cold » ; « son cœur est froid ».
La chanson est connue pour la récitation parlée de Sade dans l'introduction de la chanson. Dans les versions courtes et single, l'introduction parlée a été omise et procède à la première ligne chantée, référençant le titre de l'album, « Diamond Life ». Certains montages radio ont raccourci le solo de saxophone instrumental, ainsi que la première répétition des lignes qui suivent les parties du refrain. 
La version longue, qui inclut le titre instrumental Snake Bite, dure plus de 8 minutes et figure sur la face B du maxi 45 tours de Your Love Is King et certaines éditions cassette de Diamond Life.

## Clip vidéo
Le clip de Smooth Operator, réalisé par Julien Temple, a été nommé aux MTV Video Music Awards de 1985 dans les catégories « meilleure vidéo féminine » et « meilleur nouvel artiste ».
Le clip renforce le message et le « Smooth Operator » semble être un criminel professionnel. Dans une scène, il montre une arme à feu à un client intéressé, et dans d'autres, il semble être un proxénète. Apparemment, il réussit à échapper aux forces de l'ordre, qui le surveillent. Cependant, comme le révèle la version longue du clip, qui contient la composition Red Eye (jouée après Smooth Operator dans le maxi 45 tours), Sade, coopérant avec la police, se cache derrière l'équipement de la discothèque et voit le criminel revenir au club. Puis elle heurte une boîte, le bruit révèle sa présence, et le criminel la pourchasse. Lorsque la police arrive à l'extérieur, il tente de leur échapper en sautant d'un toit à l'autre, puis il est abattu abattu et tombe dans le vide.

## Accueil critique
Frank Guan de Vulture a commenté : « Avec un saxophone principal et une ligne de basse sinueuse, le secret du succès du plus grand succès de Sade se cache à pleine vue : le playboy sans cœur traversant les villes et les continents à la recherche de plaisir sur lequel elle chante, sert d'allégorie au capitalisme mondial, mais aussi pour elle-même : sa gamme internationale et sa voix - à chaque fois qu'elle chante Smooth Operator, il y a une mesure d'auto-référence. La méchanceté de son protagoniste amoral est rendue dans des phrases si belles que l'auditeur ne peut s'empêcher d'être séduit. »

## Utilisation au cinéma
Le titre est réutilisé dans des films comme Braqueurs amateurs en 2005 ou Target en 2012.

## Liste des titres
| A. | Smooth Operator | St. John, Adu                     | 4:15 |
| B. | Spirit          | Denman, St. John, Adu, Matthewman | 5:28 |

| A1. | Smooth Operator | St. John, Adu                     | 5:25 |
| A2. | Red Eye         | Hale, Matthewman                  | 3:18 |
| B.  | Spirit          | Denman, St. John, Adu, Matthewman | 5:28 |

## Crédits
| Crédits adaptés de Discogs. - Sade Adu – voix, paroles, composition - Raymond St. John – paroles, composition - Paul Cooke – batterie - Paul S. Denman – basse - Dave Early – batterie, percussion - Andrew Hale – claviers - Stuart Matthewman – paroles, saxophone, guitare | Production - Robin Millar – production - Mike Pela – ingénieur du son - Chris Roberts – photographie - Graham Smith – conception |

## Classements et certifications
| Classement (1984–85)                     | Meilleure position |
| ---------------------------------------- | ------------------ |
| Afrique du Sud (Springbok Radio)         | 6                  |
| Allemagne de l'Ouest (Media Control)     | 11                 |
| Australie (Kent Music Report)            | 20                 |
| Autriche (Ö3 Austria Top 40)             | 12                 |
| Belgique (Flandre Ultratop 50 Singles)   | 19                 |
| Canada (Top Singles)                     | 5                  |
| Canada (Adult Contemporary Tracks)       | 5                  |
| États-Unis (Hot 100)                     | 5                  |
| États-Unis (Adult Contemporary)          | 1                  |
| États-Unis (Hot Dance/Disco Club Play)   | 11                 |
| États-Unis (Hot Black Singles)           | 5                  |
| États-Unis (Cash Box Top 100)            | 6                  |
| États-Unis (Cash Box Black Contemporary) | 6                  |
| Europe (European Top 100 Singles)        | 7                  |
| France (SNEP)                            | 9                  |
| Irlande (IRMA)                           | 17                 |
| Italie (Musica e dischi)                 | 16                 |
| Nouvelle-Zélande (RMNZ)                  | 22                 |
| Pays-Bas (Nederlandse Top 40)            | 19                 |
| Pays-Bas (Single Top 100)                | 12                 |
| Pologne (LP3)                            | 11                 |
| Royaume-Uni (UK Singles Chart)           | 19                 |
| Suisse (Schweizer Hitparade)             | 14                 |

| Classement (2010–2023)                     | Meilleure position |
| ------------------------------------------ | ------------------ |
| Belgique (Flandre Back Catalogue Singles)  | 7                  |
| Belgique (Wallonie Back Catalogue Singles) | 4                  |
| France (SNEP)                              | 139                |
| Grèce (IFPI International)                 | 66                 |
| Lituanie (Agata)                           | 47                 |

| Classement (1985)                        | Position |
| ---------------------------------------- | -------- |
| Canada (RPM Top Singles)                 | 71       |
| États-Unis (Hot 100)                     | 62       |
| États-Unis (Adult Contemporary)          | 10       |
| États-Unis (Hot Black Singles)           | 32       |
| États-Unis (Cash Box Top 100)            | 57       |
| États-Unis (Cash Box Black Contemporary) | 21       |
| France (SNEP)                            | 81       |

### Certifications
| Pays                                     | Certification | Ventes certifiées |
| ---------------------------------------- | ------------- | ----------------- |
| Danemark (IFPI Danmark)                  | Or            | 45 000‡           |
| Italie (FIMI)                            | Or            | 50 000‡           |
| Royaume-Uni (BPI)                        | Or            | 400 000‡          |
| ‡ventes/streaming selon la certification |               |                   |

## Reprises
Smooth Operator a été repris par des artistes comme Laurent Voulzy sur son album La Septième Vague en 2006, ou par Corneille en 2018.